# FM 가고시마
FM가고시마는 일본의 FM라디오 방송국으로 1992년 10월 1일 개국했으며 가고시마현에서 방송을 실시하고 있다.
JFN에 가맹했으며 애칭은 μFM, 콜사인은 JOOV-FM이다.

## 연혁
- 1991년 10월 23일 - 라디오 예비 면허 교부.
- 1992년 2월 3일 - 주식회사 FM가고시마 설립.
- 1992년 9월 22일 - 방송면허 교부.
- 1992년 9월 23일 - 오전 9시부터 서비스 방송개시.
- 1992년 10월 1일 - 오전 0시 일본 40번째 FM방송국으로 개국

## 주파수
- 가고시마 방송국:79.8MHz(출력:1kW)
- 가노야 중계국:79.0MHz(출력:100W)
- 마쿠라자키 중계국:76.6MHz(출력:100W)
- 아쿠네 중계국:80.5MHz(출력:100W)
- 아이라 중계국:81.4MHz(출력:100W)

## 보충서술
- 우정성(당시)에 의한 주파수 할당은 1984년에 이루어졌지만 방송국 사업자 모집 당시 364개의 회사가 제출한 방송국 설립허가를 하나로 조정하는데 난항을 겪어 개국이 1992년으로 늦춰지게 되었다.
- 애칭인 "μ"는 그리스 신화의 음악의 신 뮤즈, 일본어로 남쪽을 뜻하는 "MINAMI"와 MUSIC을 의미하며 가고시마현에 음악과 정보를 통해 새로운 바람을 일으키려는 의미가 담겨 있다.
- 뉴스나 교통 정보를 방송할 때 AC 재팬의 광고를 많이 방송한다.
- 중계국이 규슈 섬 지역에만 있어서 일부 섬을 제외하면 대다수의 섬 지역에서는 들을 수 없다.

## 가고시마현에 있는 다른 텔레비전·라디오 방송국
- NHK 가고시마 방송국
- 미나미니혼 방송(MBC)(TV는 도쿄 방송 계열국, 라디오는 JRN&NRN계열국)
- 가고시마 요미우리 TV(KYT)(니혼 TV계열）
- 가고시마 방송(KKB)(TV 아사히계열）
- 가고시마 TV(후지 TV계열）